# Cetatea medievală de la Făget
Cetatea medievală de la Făget este un sit arheologic aflat pe teritoriul orașului Făget. În Repertoriul Arheologic Național, monumentul apare cu codul 156810.01.01.

## Galerie

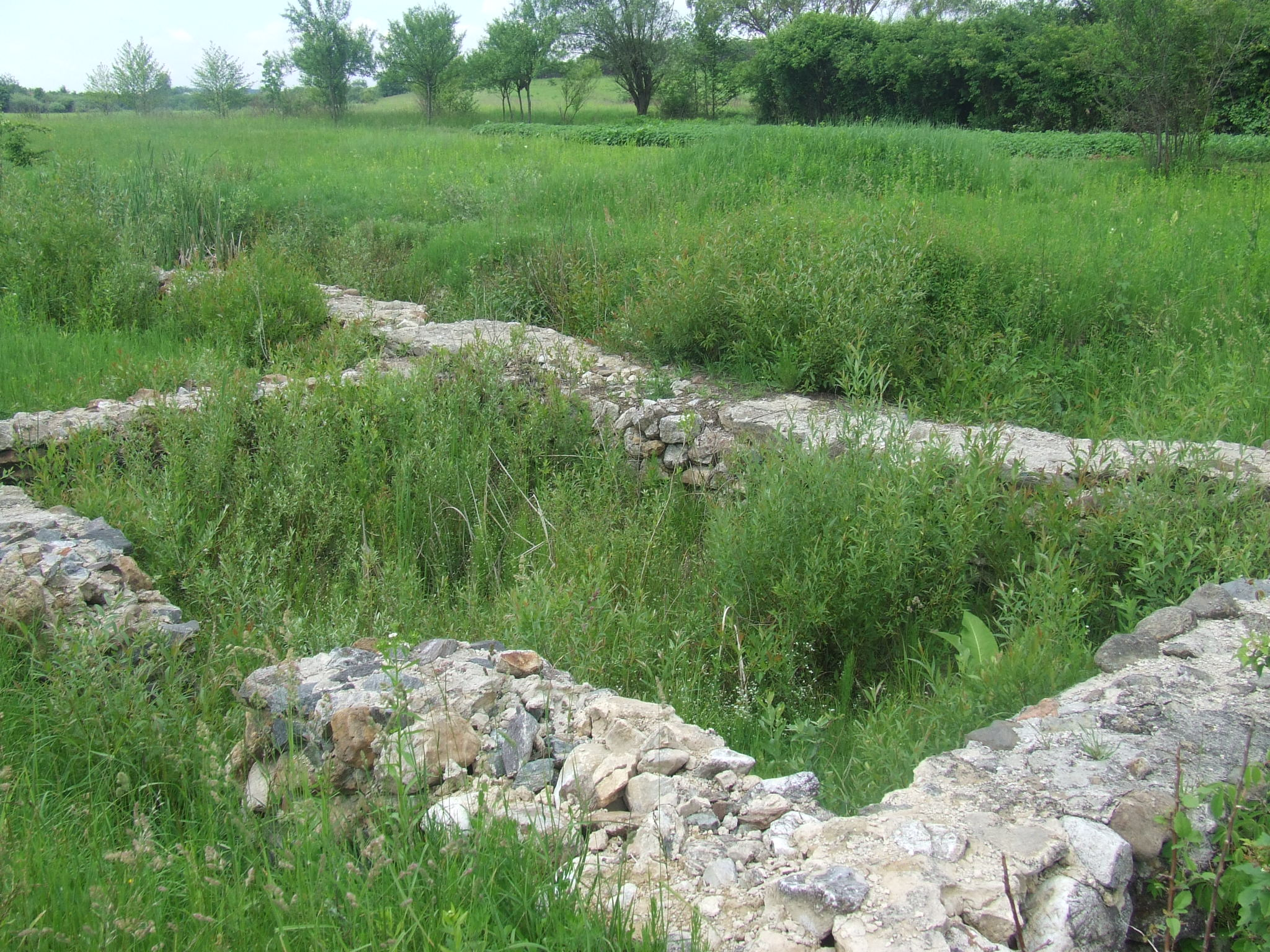
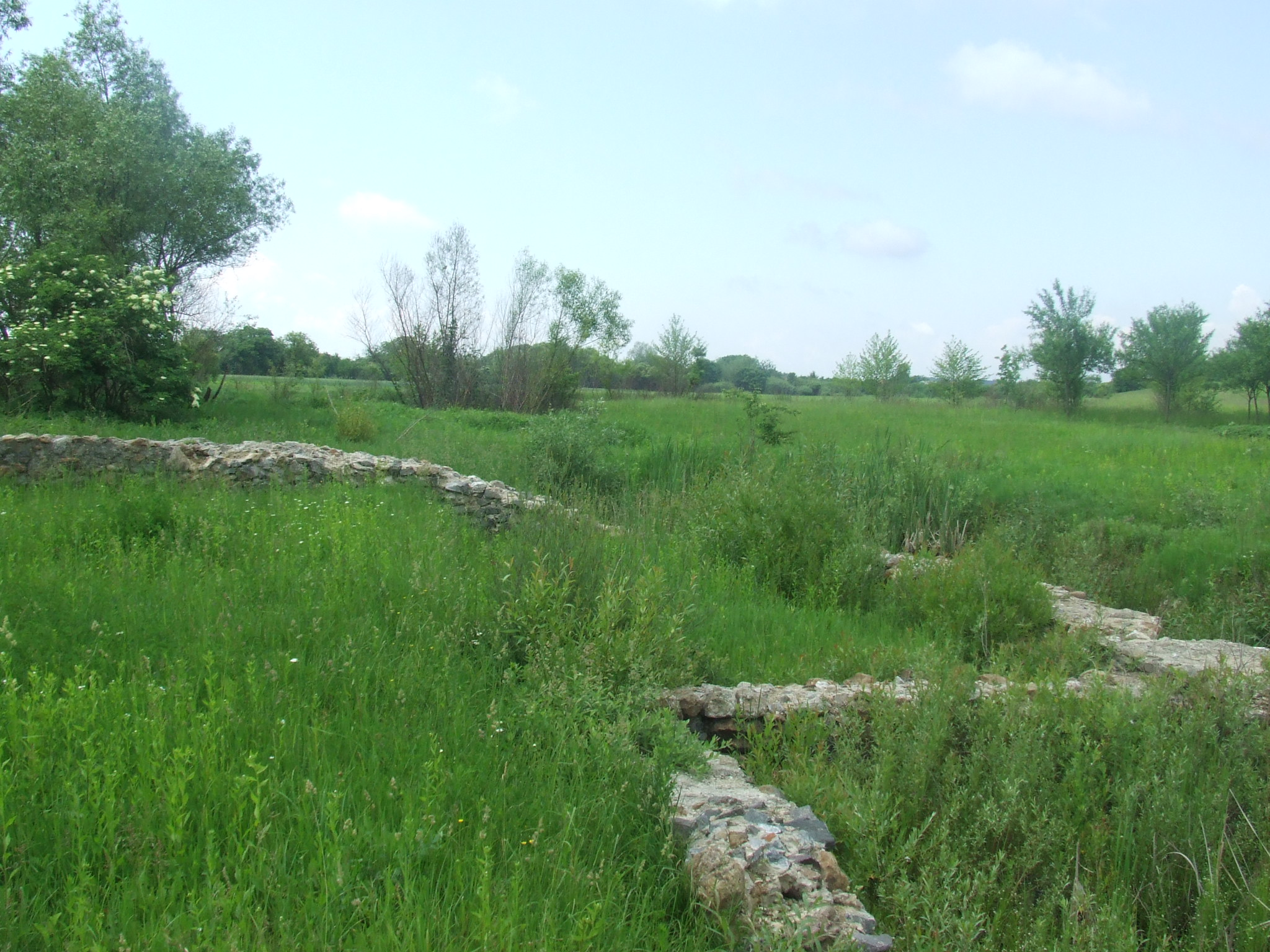
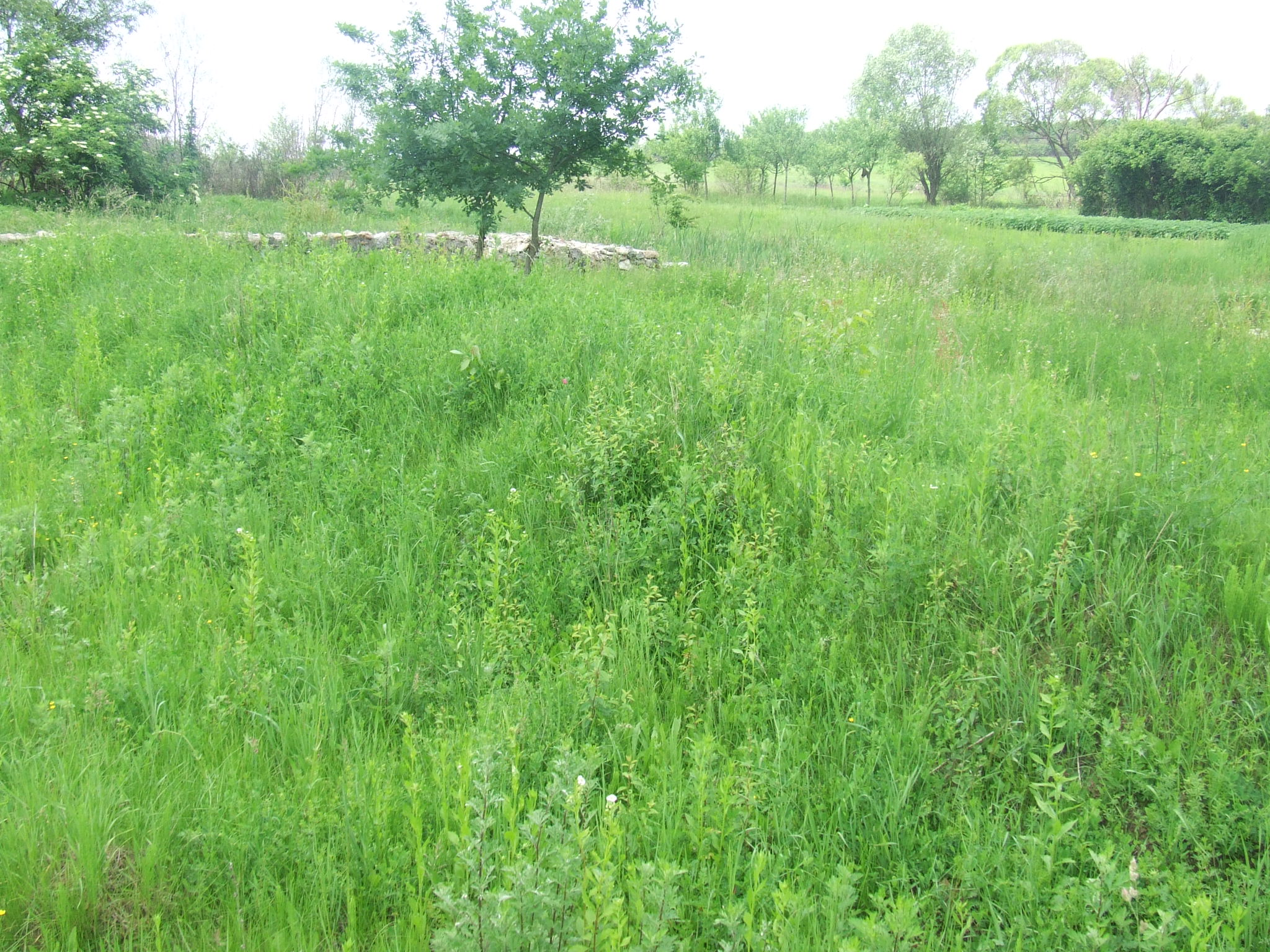
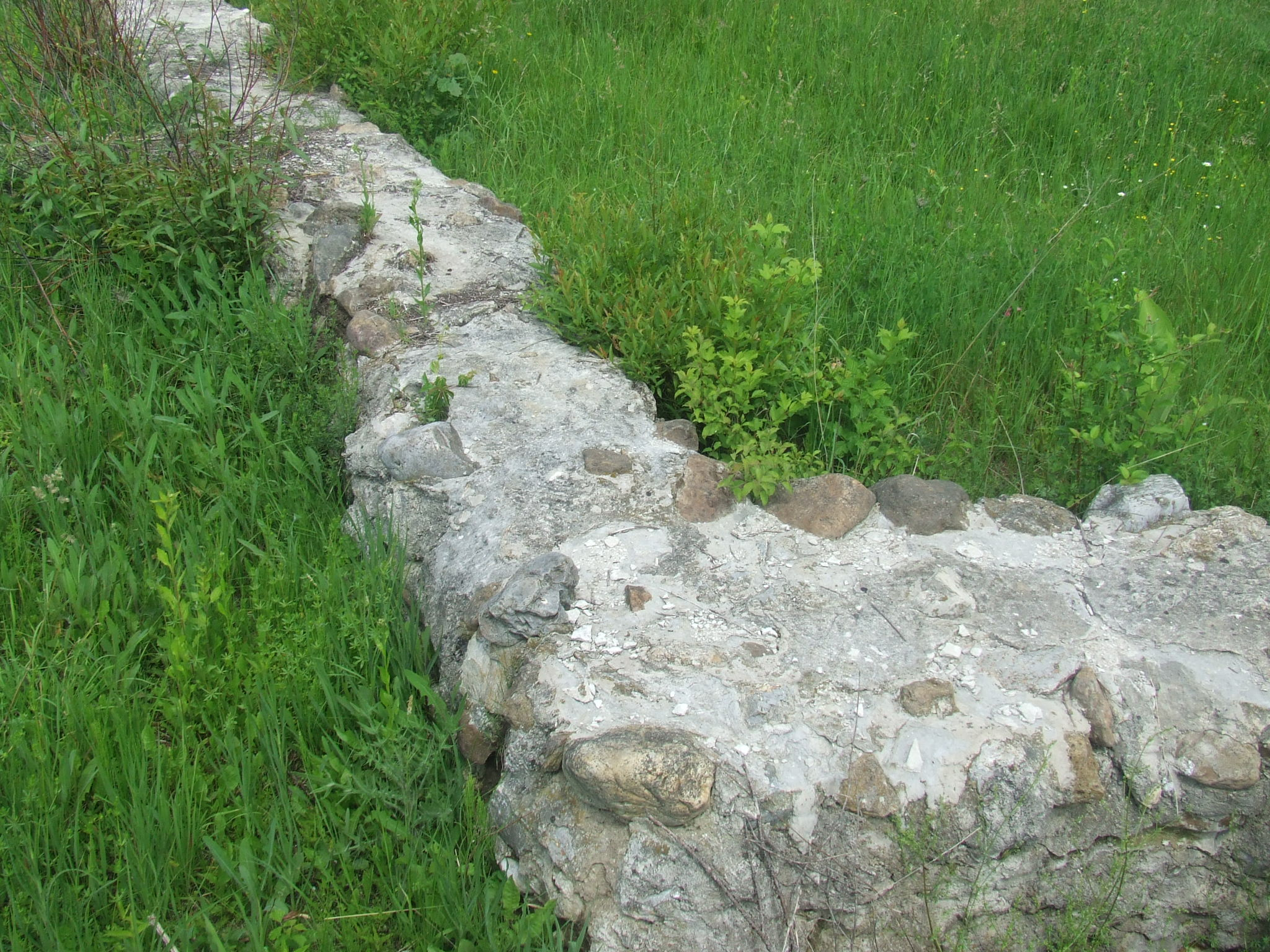
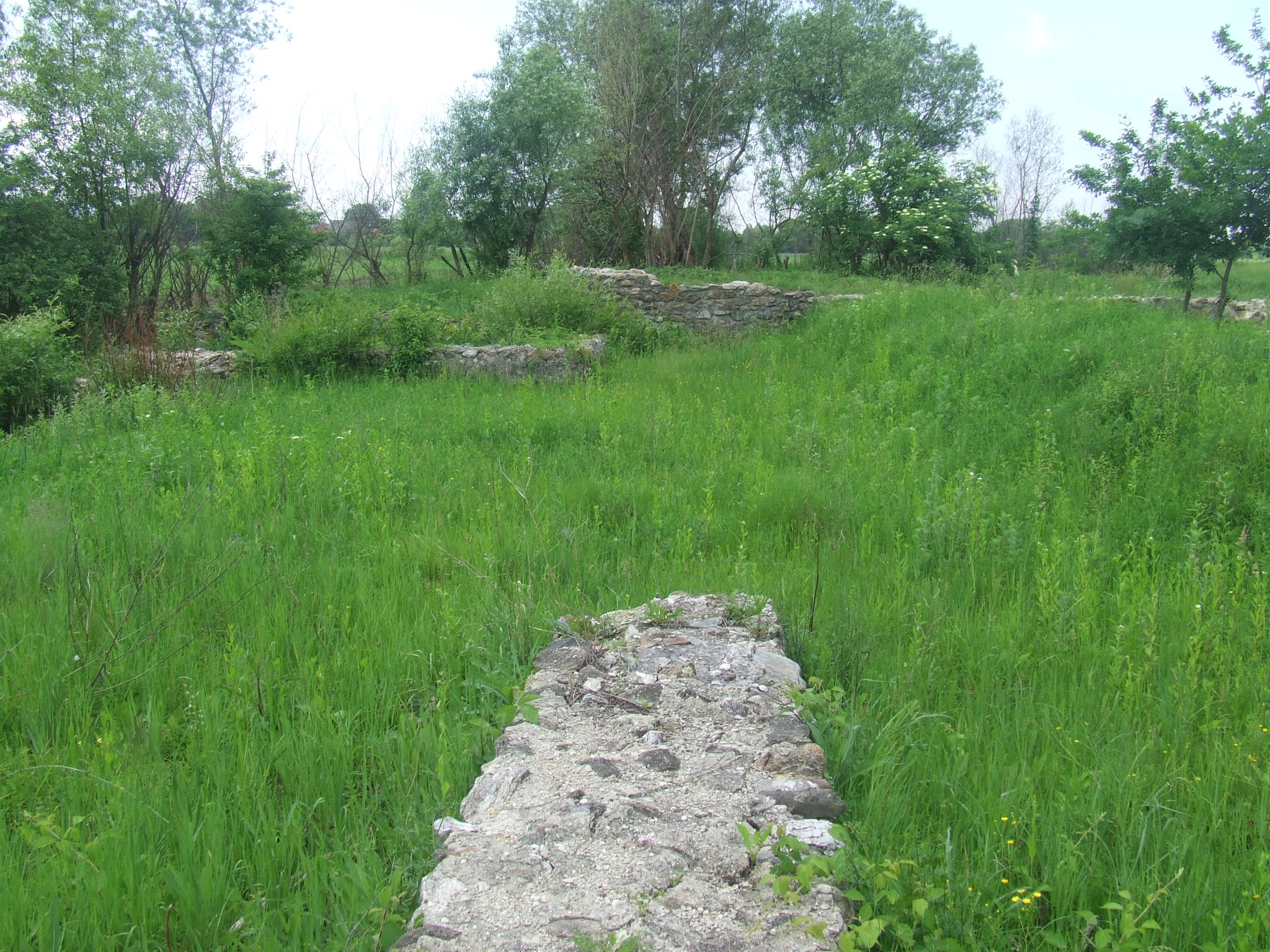
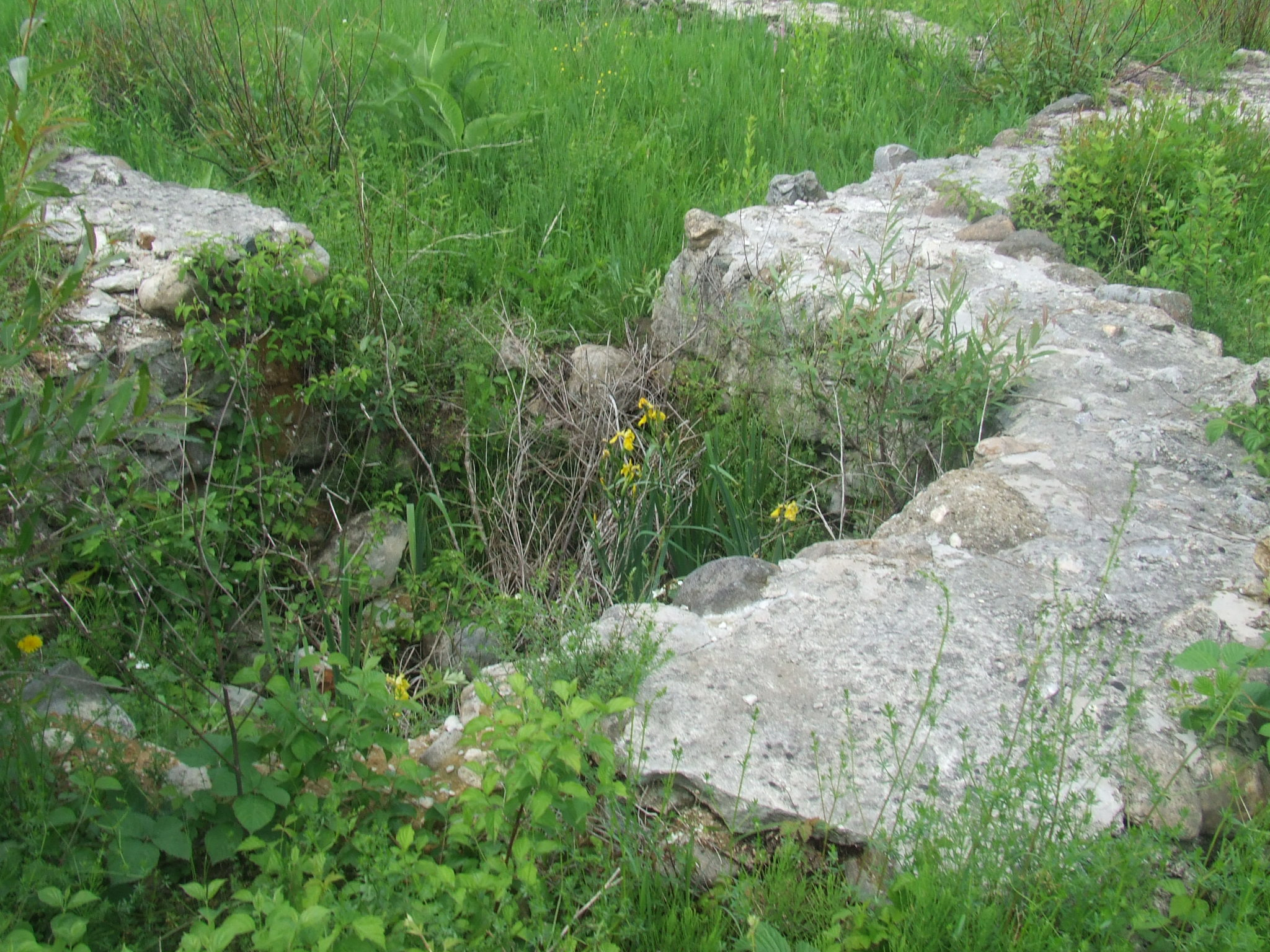
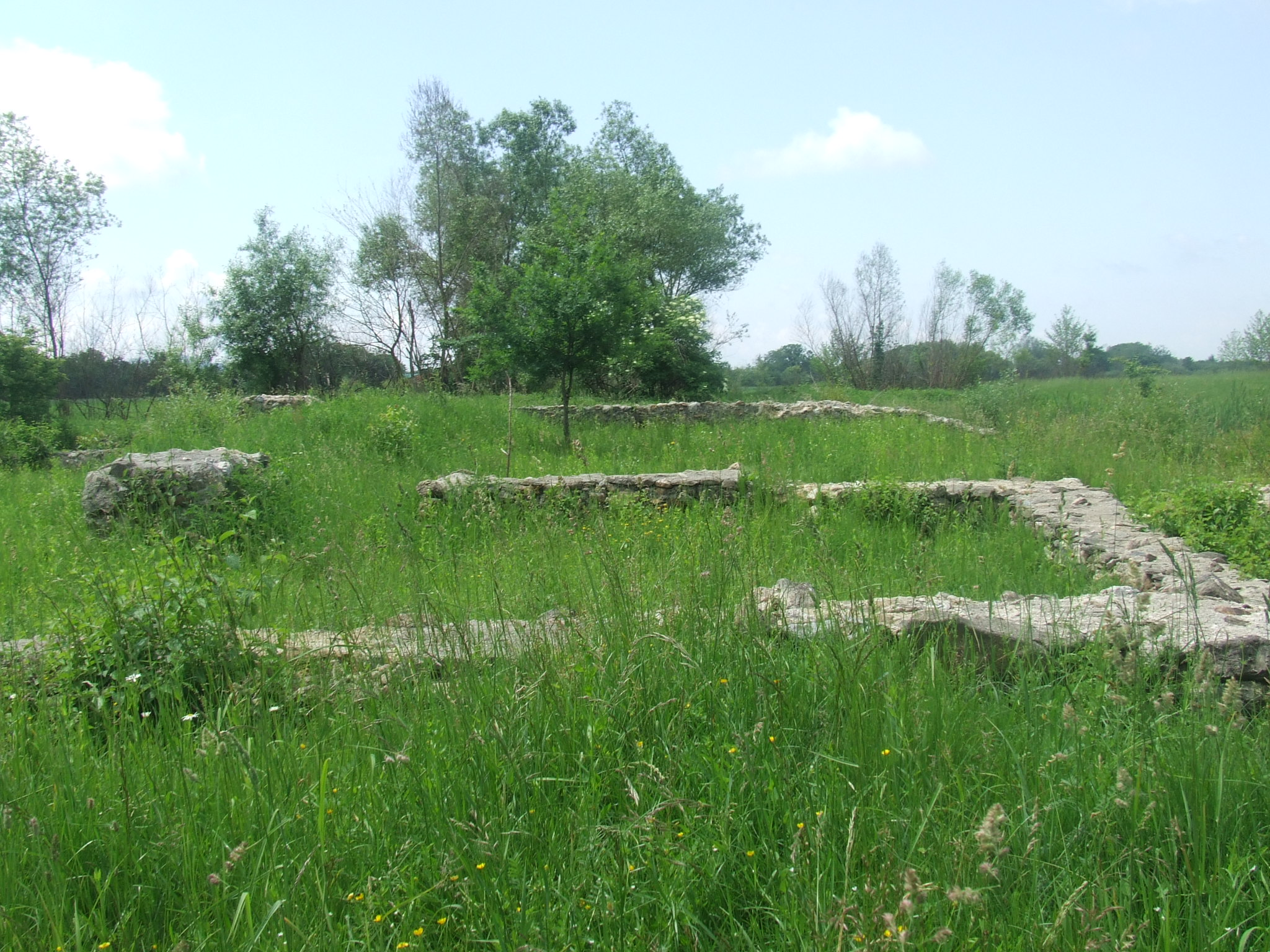
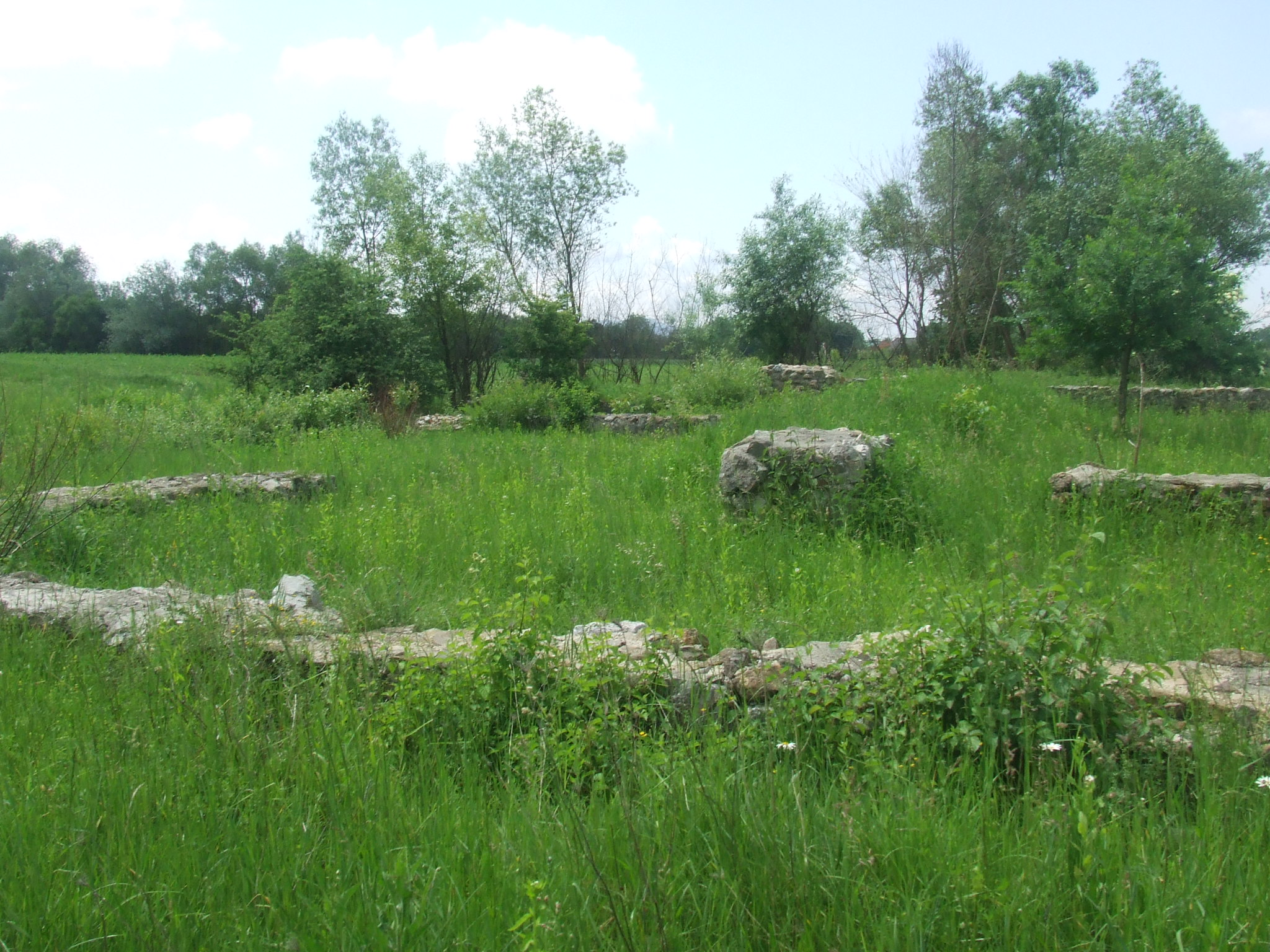
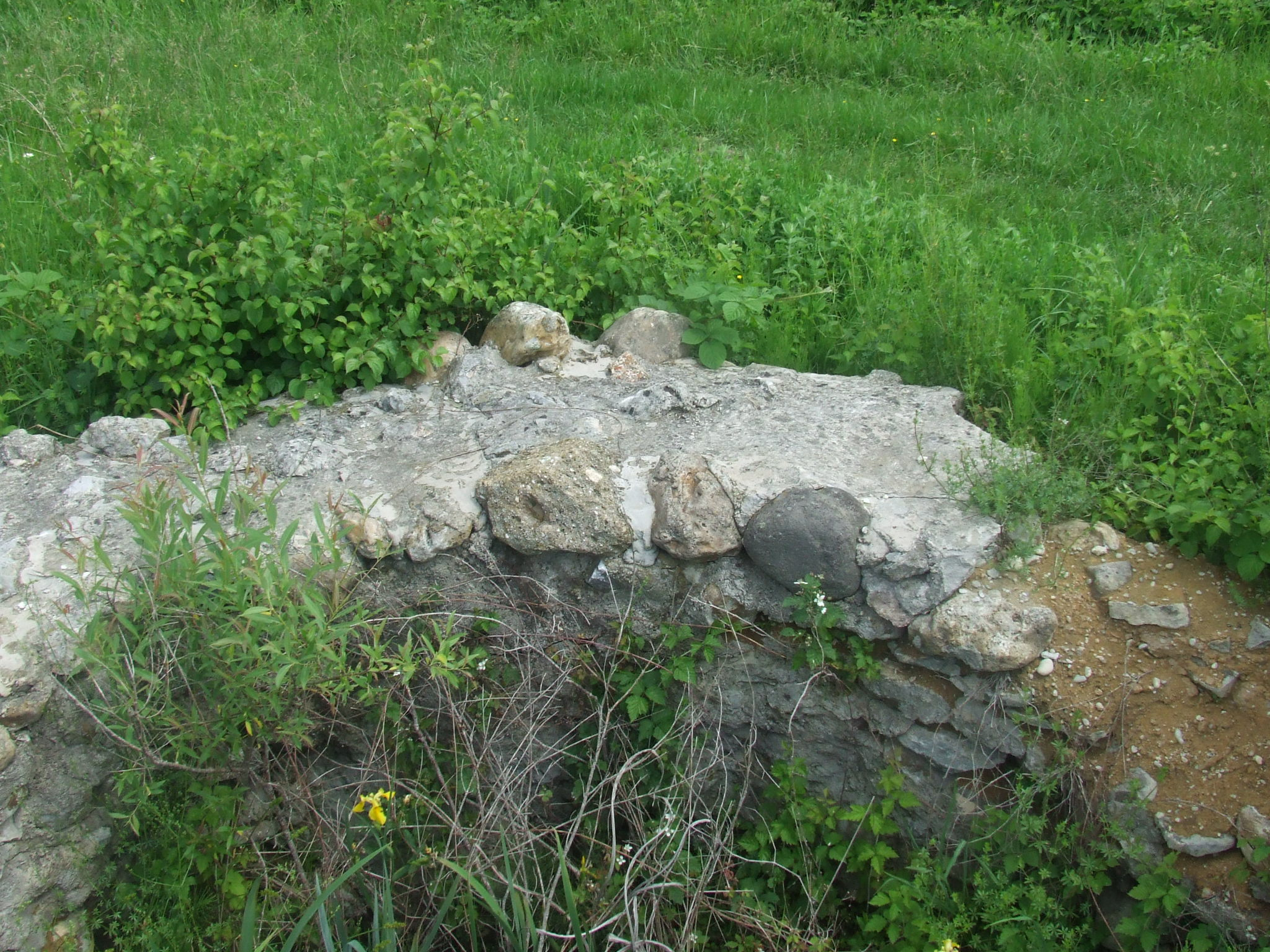